# سكوت لوكاس
سكوت لوكاس (بالإنجليزية: Scott Lucas)‏ هو ملحن ومغن مؤلف وعازف قيثارة أمريكي، ولد في 10 مايو 1970.

## وصلات خارجية
- سكوت لوكاس على موقع ميوزك برينز (الإنجليزية)
- سكوت لوكاس على موقع ديسكوغز (الإنجليزية)